# Faithful Word Baptist Church

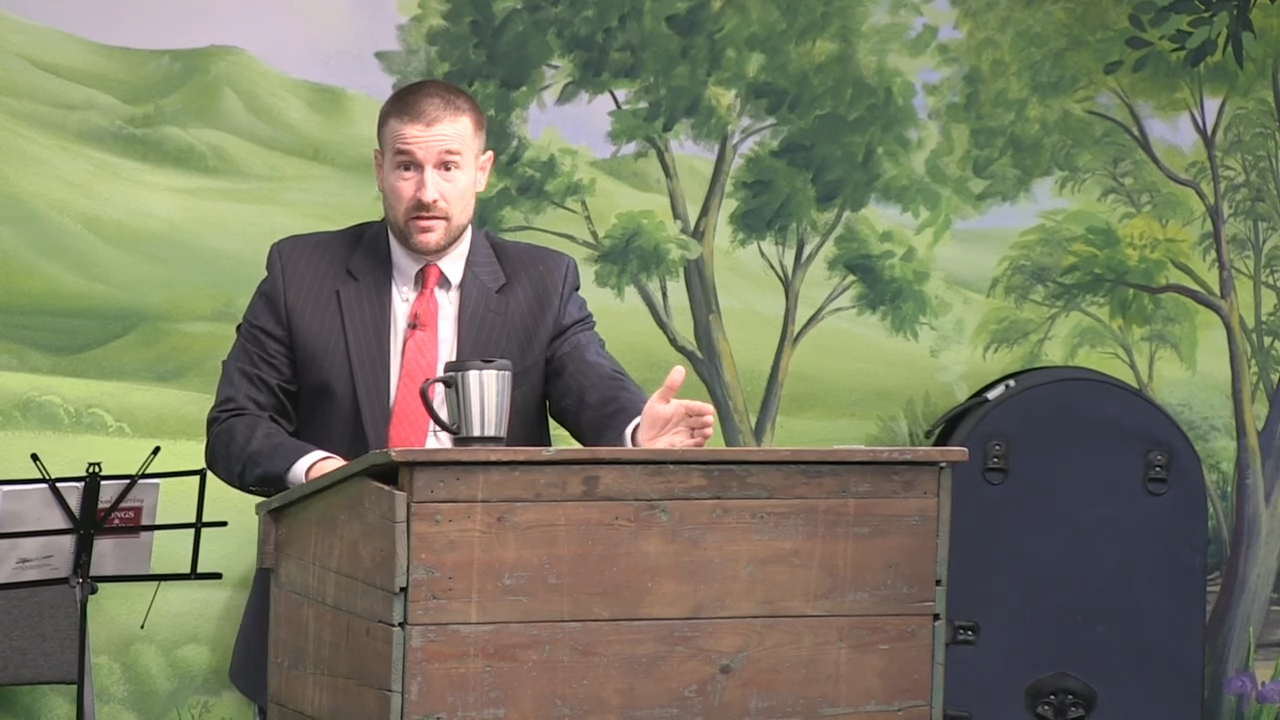
Pastor Steven Anderson podczas kazania na temat pochwycenia po ucisku 30 kwietnia 2017 roku

Faithful Word Baptist Church (w skrócie FWBC) – fundamentalistyczny Kościół niezależnych baptystów zlokalizowany w Tempe w Arizonie w Stanach Zjednoczonych. Założony został 25 grudnia 2005 roku przez Stevena Andersona, który dotychczas jest pastorem tego kościoła. Należy do ruchu New Independent Fundamental Baptist, który to utworzony został w 2017 roku przez pastora tego Kościoła w celu odróżnienia od innych Kościołów niezależnych baptystów, w których, zdaniem pastora, panuje liberalizm.
Kościół przyciągnął uwagę mediów w sierpniu 2009 roku, kiedy to pastor Steven Anderson powiedział, że modli się o to, aby ówczesny prezydent USA, Barack Obama umarł na raka mózgu i poszedł do piekła.
Pastor tego kościoła jest objęty zakazem wjazdu do ponad 30 państw, włączając w to całą Strefę Schengen. 

## Doktryna
Kościół Faithful Word Baptist Church jest Kościołem, opierającym nauczanie  na Biblii Króla Jakuba. Sprzeciwia się idei Kościoła powszechnego. Uznaje boskość Jezusa oraz dogmat Trójcy Świętej. Wyznaje zbawienie z łaski przez wiarę oraz dosłowność piekła jako miejsca wiecznej męki. Wierzy w ideę, że człowiek, który uwierzył, nie może utracić zbawienia. Praktykuje chrzest osób świadomych przez zanurzenie. Uznaje także doktrynę o pochwyceniu po ucisku. Poza tym Kościół zajmuje się głoszeniem ewangelii poprzez chodzenie po domach (ang. soul-winning).
Organizacja jest przeciwna liberalizmowi i modernizmowi oraz uważa, że chrześcijanin nie powinien dostosowywać się do świata. Wyznaje poglądy antyaborcyjne. Sprzeciwia się także zapłodnieniom in vitro ze względu na niszczone zarodki.

### Stosunek do homoseksualizmu
Ze względu na swój stosunek do homoseksualistów organizacja Southern Poverty Law Center umieściła Faithful Word Baptist Church na liście grup opartych na nienawiści wobec LGBT (ang. anti-LGBT hate groups).